# Australanius umbilicatus
Australanius umbilicatus är en skalbaggsart som beskrevs av Yves Gomy 2009. Australanius umbilicatus ingår i släktet Australanius och familjen stumpbaggar. Inga underarter finns listade i Catalogue of Life.